# Archelaïs (stolica tytularna)
Archelaïs (łac. Diœcesis Archelaidensis) – stolica historycznej diecezji w Cesarstwie Rzymskim (prowincja Palestyna), współcześnie w Palestynie. Jedynymi znanymi biskupami są Tymoteusz (ok. 448) i Antioch (ok. 451). Od XIX wieku katolickie biskupstwo tytularne, od 1968 nieobsadzone.

## Biskupi tytularni
| Lp. | Biskup                             | Od               | Do                |
| --- | ---------------------------------- | ---------------- | ----------------- |
| 1   | Mariano Cidad y Olmos              | 19 kwietnia 1897 | 25 stycznia 1903  |
| 2   | Ercolano Marini                    | 29 czerwca 1904  | 11 grudnia 1905   |
| 3   | Ignazio Zuccaro                    | 30 kwietnia 1906 | 28 listopada 1913 |
| 4   | Modesto Augusto Vieira             | 12 stycznia 1914 | 27 września 1916  |
| 5   | Joseph-Fructueux Bourgain MEP      | 31 marca 1918    | 30 września 1925  |
| 6   | Arturo Jara Marquez SDB            | 29 stycznia 1926 | 10 lutego 1939    |
| 7   | Jules Halbert SM                   | 11 lipca 1939    | 4 lutego 1955     |
| 8   | Antonio María Michelato Danese OSM | 8 maja 1955      | 9 czerwca 1968    |